# Натиев, Зураб Георгиевич
Зура́б Гео́ргиевич (Захарий Григорьевич) Нати́ев (Натишвили, Натьев; 20 августа 1869 — 30 июля 1937, Париж) — офицер Русской императорской армии, кавалер Георгиевского оружия. По национальности — грузин (аджарец), дворянский род Натишвили состоял в родстве с династией Багратиони.

## Биография
Обучался в Тифлисском кадетском корпусе, курс не окончил. 15 августа 1886 года поступил на военную службу рядовым в 43-й драгунский Тверской полк. Прошёл обучение в Елисаветградском кавалерийском юнкерском училище, после окончания которого по 2-му разряду произведён в эстандарт-юнкеры и вернулся в полк. 27 марта 1893 года произведён в корнеты.
Дальнейшая служба проходила в Тверском драгунском полку. 15 марта 1898 года произведён в поручики, со старшинством с 27 марта 1897 года, 15 марта 1902 года — в штабс-ротмистры, со старшинством с 27 марта 1901 года, и 16 января 1906 года — в ротмистры, со старшинством с 27 марта 1905 года.
В 1911 году переведён в 17-й драгунский Нижегородский Его Величества полк. Прошёл курс обучения в Офицерской кавалерийской школе, которую окончил с отметкой «отлично». 26 февраля 1912 года произведён в подполковники. С 17 июля 1912 года председательствовал в полковом суде 17-го драгунского Нижегородского полка.
Во время Первой мировой войны — на фронте в рядах 17-го драгунского Нижегородского полка. 19 августа 1915 года «за отличия в делах против неприятеля» произведён в полковники со старшинством с 14 мая 1915 года. 21 января 1917 года назначен командиром стрелкового полка Кавказской кавалерийской дивизии, а 28 августа того же года — командиром 2-го лейб-гусарского Павлоградского Императора Александра III полка (в должность вступил 21 сентября).
За время службы в Русской императорской армии был удостоен наград: орден Святого Станислава 3-й степени (ВП 25.12.1901), орден Святой Анны 3-й степени (6.12.1909, объявлено в ВП 7.03.1910), орден Святого Станислава 2-й степени (ВП 16.05.1914), орден Святого Владимира 4-й степени с мечами и бантом (ВП 26.01.1915), орден Святой Анны 2-й степени с мечами (ВП 1.04.1915); орден Святого Владимира 3-й степени с мечами (ВП 14.10.1916); Георгиевское оружие (Приказ по Кавказскому фронту 8.07.1918 № 35).
После Октябрьской революции — в эмиграции во Франции, состоял председателем Союза офицеров Нижегородского драгунского полка.
Умер 30 июля 1937 года в Париже.